# Circuit rider

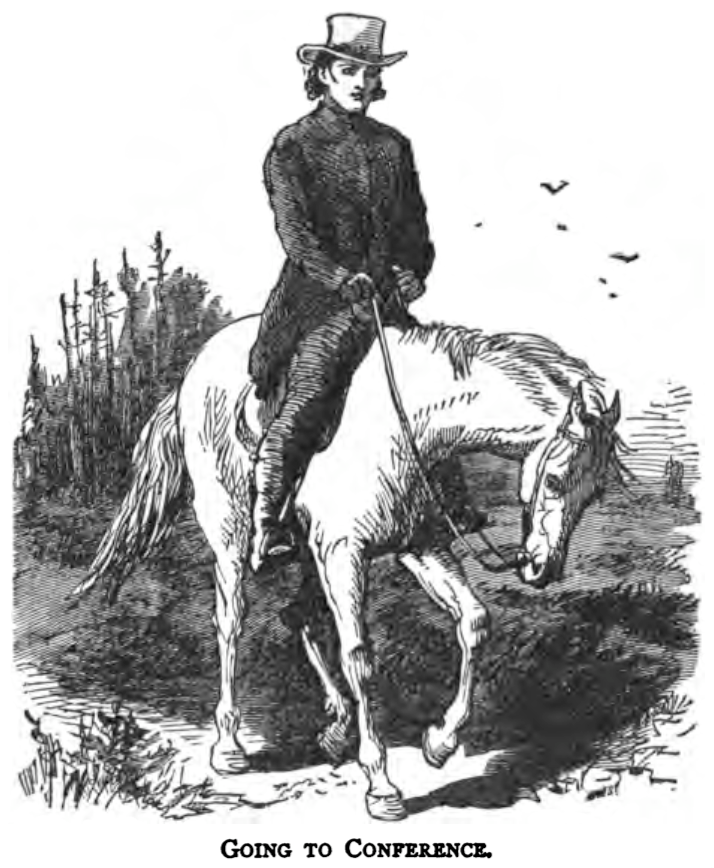
Illustrazione dal libro The Circuit Rider. A Tale of the heroic Age di Edward Eggleston

Il circuit rider (IPA: /ˈsɜr kɪt ˈraɪ dər/, "pastore itinerante" o "pastore errante", lett. "cavaliere girovago"), era un religioso o un predicatore che, nei primi anni degli Stati Uniti, aveva il compito di viaggiare attraverso specifiche zone geografiche per venire incontro alle esigenze spirituali dei coloni e organizzarne le congregazioni. Il circuit rider faceva parte del clero della Chiesa Metodista Episcopale e denominazioni a essa apparentate.

## Storia
In zone degli Stati Uniti scarsamente popolate, è stato sempre normale per il clero di molte denominazioni servire più di una congregazione alla volta, una forma di organizzazione ecclesiastica talvolta chiamata "circuito di predicazione". Nella Chiesa Unita Metodista contemporanea, un ministro che serve più di una chiesa ha un "incarico di livello (seguito dal numero delle chiese servite)". Comunque, nei tempi duri della frontiera dei primi Stati Uniti, il modello di organizzazione, nelle denominazioni della Chiesa Metodista Episcopale e delle chiese nate da essa, funzionava specialmente bene nel servizio dei villaggi rurali e negli insediamenti non ancora organizzati. Le denominazioni e congregazioni metodiste non “chiamano” (o impiegano) un pastore scelto da loro. Al contrario. un vescovo "nomina" (assegna) un pastore ad una congregazione od ad un gruppo di congregazioni, ed ancora per gran parte del ventesimo secolo, né il pastore né la congregazione venivano consultati nella nomina. Ciò significava che nei primi giorni degli Stati Uniti, mentre la popolazione aumentava, i pastori metodisti potevano essere mandati dovunque si stabilisse la gente.
Un "circuito" (oggi chiamato “charge”, incarico) era un’area geografica che comprendeva due o più chiese locali. I pastori s’incontravano ogni anno alla "Conferenza annuale" alla quale i loro vescovi li destinavano a nuovi circuiti o a rimanere negli stessi. Più spesso venivano destinati ad altri incarichi ogni anno (Nel 1804, la Conferenza Generale Metodista Episcopale stabilì che nessun pastore dovesse ricevere lo stesso incarico per più di due anni consecutivi). Una volta che un pastore era assegnato ad un circuito, era sua responsabilità presiedere i culti e visitare regolarmente i membri di ciascuna chiesa di cui era incaricato, oltre a fondare nuove chiese. Egli si trovava sotto la supervisione di un Presidente Anziano (ora chiamato sovrintendente distrettuale) che faceva visita ad ogni circuito quattro volte all’anno (la "Quarterly Conference", la conferenza trimestrale).

### Sedi rurali
A causa della distanza fra le chiese, questi predicatori erano soliti andare a cavallo. Essi erano popolarmente chiamati circuit riders  o predicatori in sella. Questi pastori di frontiera non furono mai chiamati ufficialmente con questo nome, ma tale divenne usuale. Ufficialmente essi erano definiti clero "itinerante" (termine ancora in uso nelle denominazioni metodiste). Essi viaggiavano con pochi bagagli, portando soltanto ciò che poteva entrare nelle borse laterali della sella. Viaggiavano attraverso deserti e villaggi, predicando ogni giorno in qualsiasi luogo disponibile (capanne, tribunali, campi, luoghi di riunione, più tardi persino cantine ed angoli delle vie). A differenza dei pastori delle aree urbane, i circuit rider metodisti erano sempre in movimento. Molti circuiti erano così vasti che occorrevano dalle 5 alle 6 settimane per coprirli. Il ministerio dei circuit rider fece diffondere il Metodismo fino a farlo diventare la più numerosa denominazione protestante dell’epoca. Nel 1784, vi erano 14.986 membri e 83 predicatori itineranti. Nel 1839, la denominazione aveva raggiunto i 749.216 membri serviti da 3.557 predicatori itineranti e 5.856 predicatori locali.
Questo primitivo ministerio di frontiera era spesso solitario e pericoloso. Samuel Wakefield dedicò un inno ai pericoli affrontati dai pastori itineranti. Descrive l’attesa ansiosa del ritorno del circuit rider da parte della sua famiglia, e la strofa finale recita: 
Till lo! a herald hastens nigh;

He comes the tale of woe to tell,

How he, their prop and glory fell;

How died he in a stranger’s room,

How strangers laid him in the tomb,

How spoke he with his latest breath,

And loved and blessed them all in death.»
Quand’ecco che un araldo si avvicina di corsa

Egli giunge a portare la notizia di una sventura

Di com’egli, il loro sostegno e la loro gloria, cadde

Di com’egli morì nella stanza di un estraneo

Di come estranei lo deposero nella tomba

Di come egli esalò il suo ultimo respiro

Esprimendo il suo amore e benedicendoli tutti, in punto di morte»

### Il vescovo Francis Asbury
Fu Francis Asbury (1745–1816), il vescovo fondatore del Metodismo Americano, a stabilire il precedente del pastorato a cavallo. Insieme al suo cocchiere nonché collaboratore "Black Harry" Hosier,  percorse 270.000 miglia e predicò 16.000 sermoni, andando su e giù per l’America dei primi tempi. Egli introdusse il concetto di circuito, traendolo dal Metodismo inglese, nel quale esiste tuttora: le chiese metodiste del Regno Unito sono raggruppate in circuiti, che normalmente includono una dozzina o più di chiese, i pastori sono nominati ("collocati") per il circuito, non per la chiesa locale. Un tipico circuito inglese ha chiese in numero doppio o triplo rispetto ai pastori, che sono coadiuvati dai predicatori locali laici o pastori in pensione (detti supernumerary). Il titolo circuit rider, comunque, fu un’invenzione americana a fronte di necessità americane. Sebbene John Wesley, il fondatore del Metodismo, coprisse enormi distanze a cavallo durante la sua carriera, ed anche i primi predicatori metodisti britannici andassero a cavallo nei loro circuiti, in generale, essi avevano incarichi itineranti molto meno gravosi dei loro colleghi americani.

### La fine del pastorato a cavallo
Se ha un senso far risalire l’inizio del pastorato a cavallo alla Christmas Conference (Conferenza di Natale) del 1784, è molto più arduo datare la fine del pastorato a cavallo, dal momento che non vi fu mai una categoria ufficiale di ministri, sicché non ve n’è traccia nei verbali delle Conferenze annuali. L’Ufficio del Censimento degli U.S.A. eliminò la categoria "frontiera" sin dal 1890,[6] ma la necessità degli "antiquati" circuiti cessò generalmente molto prima, qualche anno prima della Guerra civile americana. Non appena veniva stabilita una congregazione Metodista Episcopale, i vescovi nominavano dei pastori per raggruppamenti di piccole congregazioni, anziché per i territori ai quali veniva inizialmente destinato il clero. Ovviamente questo cambiamento si spostò ad ovest insieme allo spostamento della frontiera degli U.S.A.

### Le attuali modalità organizzative del metodismo
Oltre ad essere in costante movimento fra le chiese loro affidate, i ministri metodisti venivano regolarmente trasferiti da un circuito all’altro, in base ad un principio noto come itinerancy. Sebbene la maggior parte dei distretti statunitensi sono ora costituiti da una sola chiesa, la tradizione del ministero itinerante è ancora viva e funziona ancora oggi nel metodismo statunitense, così come in molte chiese metodiste in tutto il mondo. Pur non spostandosi così frequentemente come in passato, il pastore di una Chiesa metodista unita negli USA, in media, rimarrà in una chiesa locale dai 2 ai 5 anni prima di essere destinato ad un’altra zona in virtù di deliberazione della Conferenza annuale (anche se formalmente, ogni pastore è assegnato ad un distretto ogni anno, solitamente rimane lo stesso dell’anno prima). Nel Metodismo britannico, i ministri sono normalmente nominati per un circuito per cinque anni (ogni anno vengono collocati dalla Conferenza); la Conferenza non può collocare qualcuno per un periodo più lungo di questo senza un invito da parte dell’Assemblea di Circuito affinché il pastore rimanga nel circuito stesso, ma è raro per un pastore rimanere per più di sette od otto anni nello stesso circuito.

## Esempi
Forse il più famoso circuit rider fu Peter Cartwright che scrisse due autobiografie. John B. Matthias fu uno dei primi circuit rider provenienti dallo Stato di New York al quale si riconosce il merito di aver scritto un inno gospel, Palms of Victory (conosciuto anche col titolo La Liberazione verrà, ovvero “Il viandante stanco”). Wilbur Fisk, che divenne un educatore, servì come circuit rider per tre anni. Non era raro per i pastori servire a cavallo per alcuni anni prima di dedicarsi ad altra occupazione. Il nonno del romanziere Booth Tarkington, Josef Tarkington, era un circuit rider dello Stato dell’Indiana.

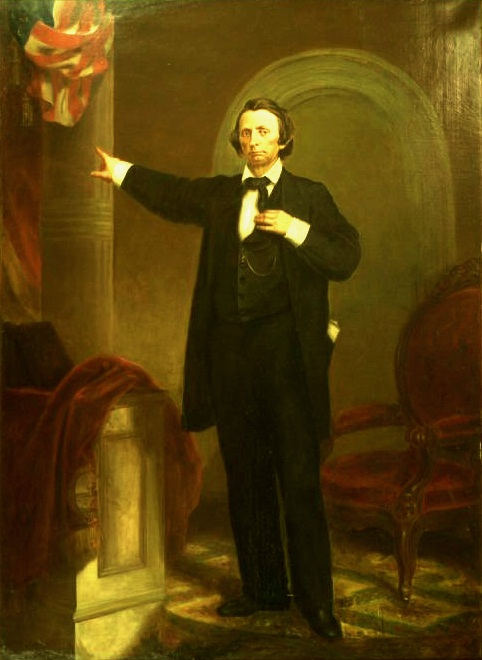
Ritratto del Governatore Brownlow ad opera del pittore George Drury

William G. "Parson" Brownlow, editore di un giornale radicale del Tennessee, noto scrittore, governatore del Tennessee durante la guerra civile americana – e l’era della ricostruzione, senatore federale, iniziò la sua carriera come circuit rider negli anni venti e trenta dell’Ottocento. Brownlow fu famoso per accese litigate – sia di persona sia a mezzo stampa – con missionari battisti e presbiteriani rivali e scrittori cristiani settari in tutta la regione degli Appalachi meridionali negli Stati Uniti. I libri di Brownlow che fanno il resoconto dell’occupazione militare della sua città natale, Knoxville, Tennessee,  da parte degli Stati Confederati e del breve periodo trascorso in una prigione sudista durante la Guerra Civile Americana, procurarono a Brownlow un pubblico ancora più numeroso in tutti gli Stati Uniti settentrionali, pubblico bramoso di acquistare sia i suoi libri sia i biglietti di ingresso alle conferenze da lui tenute negli Stati Uniti settentrionali negli ultimi anni della Guerra Civile Americana.
Il padre del fuorilegge John Wesley Hardin, James "Gip" Hardin, era un predicatore metodista del tipo circuit rider della metà del diciannovesimo secolo. Il padre di Hardin percorse gran parte della zona centrale del Texas nel suo circuito di predicazione, finché nel 1869 si stabilì con la sua famiglia a Sumpter, nella Trinity County, Texas ove fondò una scuola – anch’essa dedicata a John Wesley, il fondatore del Metodismo.
Thomas S. Hinde, era un circuit rider metodista negli Stati di Illinois, Indiana, Kentucky, e Missouri dall’inizio dell’Ottocento fino a circa il 1825 quando si stabilì definitivamente a Mount Carmel, Illinois, la città da lui fondata nel 1817. Hinde fu un pastore degno di nota, editore di giornali, avvocato, agente immobiliare, segretario della Camera dei Deputati dello Stato dell’Ohio. Oltre 47 volumi di suoi documenti personali e d’affari fanno parte della collezione Lyman Draper presso la Wisconsin Historical Society, da quando le furono donati, dopo la sua morte, dal genero Charles H. Constable.

## Nella cultura di massa
Riscoprendo il passato, il circuit rider divenne una figura romantica e fu protagonista di numerosi romanzi nel tardo Ottocento ed inizio del Novecento. Due dei romanzi più conosciuti sono The Circuit Rider di Edward Eggleston e Preacher of Cedar Mountain di Ernest Thompson Seton.
Un circuit rider compare anche nel romanzo per l’infanzia Caddie Woodlawn, vincitore del premio Newbery Award, ambientato nel Wisconsin occidentale negli anni sessanta dell’Ottocento.
Nel corso degli anni settanta, prima del suo messaggio di chiusura, la stazione televisiva WWBT, con sede a Richmond, Virginia trasmetteva Justice and The Circuit Rider, un predicatore rurale che appariva sul suo cavallo, Justice, e che illustrava una breve parabola avvalendosi di materiali di scena, tratti dalla borsa della sella. Questi spot apparivano anche alla WXEX, affiliata alla Richmond ABC, che ora trasmette come WRIC-TV subito dopo il termine di Shock Theater. In questi cortometraggi, il protagonista era identificato soltanto come il circuit rider di Cobbs Creek, in Virginia, al termine di uno spezzone di tre minuti. Il predicatore era William B. Livermon, Sr., il quale servì in numerose chiese della Virginia nel corso della sua vita prima di morire nel 1992.

## Autobiografie
I primi resoconti dei circuit rider presso i pionieri ci forniscono un quadro completo della cultura dei primi Stati Uniti, così come della teologia e sociologia della religione (e specialmente del Metodismo) nella giovane nazione. Non pochi circuit riders pubblicarono memorie. Esse sono generalmente disponibili nelle collezioni delle biblioteche dei seminari della Chiesa Unita Metodista. La United Library del Garrett-Evangelical Theological Seminary e del Seabury-Western Theological Seminary (Evanston, Illinois) sembrano possedere la più ampia collezione di questi scritti, includendo oltre 70 volumi.
Grazie al suo ruolo di presidente del comitato editoriale della Chiesa Unita Metodista a Shreveport, Louisiana, alla fine degli anni settanta, lo storico Walter M. Lowrey diresse un progetto dal titolo Una storia del Metodismo della Louisiana, che include materiali sulla estesa rete ecclesiastica dei circuit rider.